# Baojun 360
Baojun 360 – samochód osobowy typu minivan klasy kompaktowej produkowany pod chińską marką Baojun w latach 2018–2021.

## Historia i opis modelu

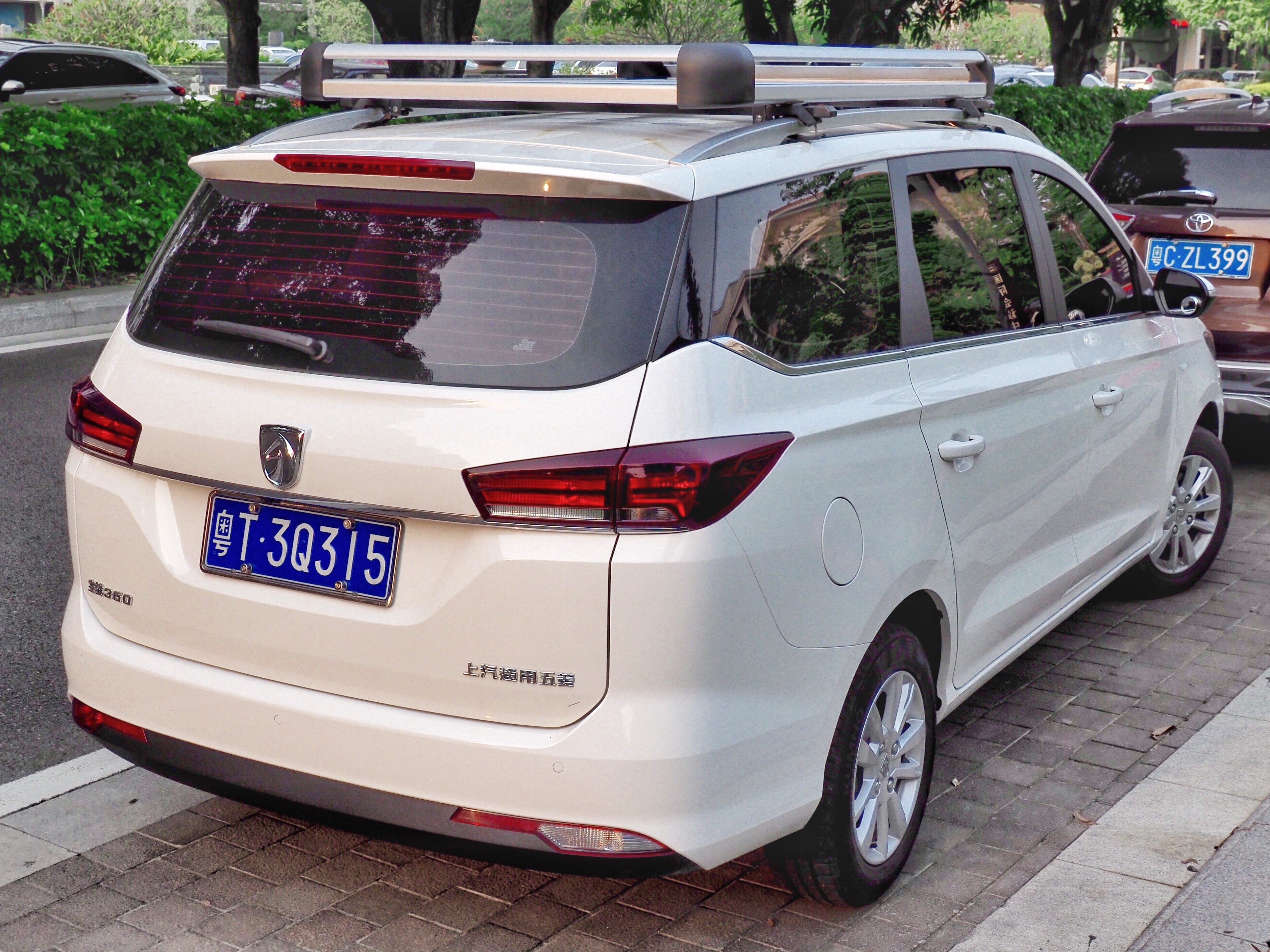
Baojun 360 – tył

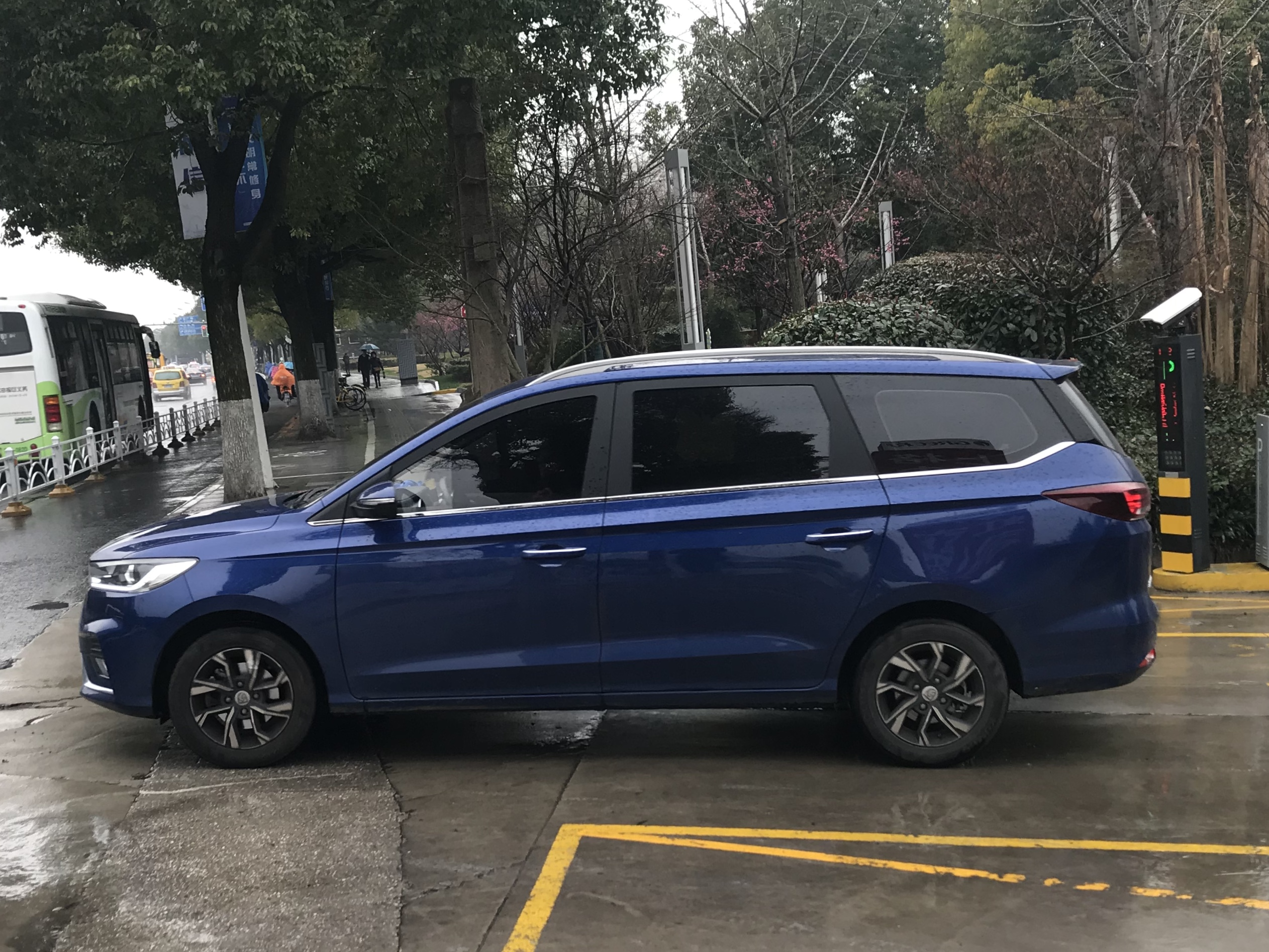
Baojun 360 – sylwetka

Baojun 360 poszerzył ofertę chińskiej marki koncernu SAIC-GM-Wuling wiosną 2018 roku jako tani, kompaktowy minivan oferujący rozległą kabinę pasażerską umożliwiająca przewiezienie 6 pasażerów z dwoma miejscami na każdy z trzech rzędów siedzeń. Poza przestrzenią dla pasażerów, producent podczas premiery zaakcentował także możliwości transportowe Baojuna 360 – przestrzeć bagażowa mogąca pomieścić przy złożonych fotelach do 1359 litrów bagażu umożliwiała transport wielkogabarytowych przedmiotów. 
Pod kątem wizualnym Baojun 360 został upodobniony zarówno do osobowych modeli w gamie, jak i SUV-ów, plasując się jednocześnie w gamie minivanów jako tańsza i mniejsza alternatywa dla modelu 730.

### Sprzedaż
Baojun 360 trafił do sprzedaży na rodzimym rynku chińskim w maju 2018 roku. Samochód zdobył dużą popularność, pół roku po debiucie znajdując ponad 118 tysięcy nabywców. Dwa lata później, we wrześniu 2020 roku indyjski oddział MG przedstawił własną, lokalną odmianę pod nazwą MG 360M. Premiera ta nie przełożyła się jednak na finalny produkt i była jedynie eksperymentem.

### Silnik
- R4 1.5l 110 KM